# T'estimo, t'estimo
T'estimo, t'estimo (en francès original, Je t'aime, je t'aime) és una pel·lícula de ciència-ficció francesa de 1968 dirigida per Alain Resnais a partir d'un guió de Jacques Sternberg. La trama se centra en Claude Ridder (Claude Rich) a qui se li demana que participi en un misteriós experiment de viatge en el temps quan abandona l'hospital després d'un intent de suïcidi. L'experiment, destinat a retornar-lo un minut després d'observar el passat, fa que experimenti el seu passat de manera desvinculada. Ha estat traduïda al català.
La pel·lícula fou inscrita per competir al 21è Festival Internacional de Cinema de Canes de 1968, però el festival va ser cancel·lat a causa de la vaga general salvatge a tot el país que va tenir lloc en el context del maig del 1968 a França.
Tot i que rarament s'ha classificat entre les millors obres de Resnais, ha rebut crítiques positives des del seu llançament. La seva sinopsi ha estat citada com a influència en la pel·lícula Eternal Sunshine of the Spotless Mind de Michel Gondry (2004).

## Sinopsi
Claude Ridder deixa l'hospital després d'un intent de suïcidi, i aleshores se li demana que participi en un misteriós experiment en viatges en el temps per part d'un organisme privat de recerca. Han aconseguit enviar de nou ratolins sans i estalvis durant períodes d'un minut, però han d'enviar un ésser humà per confirmar que ha revisat el passat. Claude està d'acord, però en lloc de tornar ràpidament com ho havien fet els ratolins, torna a experimentar molts episodis del seu passat d'una manera molt desarticulada i fragmentada, en interludis de segons o minuts.
Les observacions de Claude culminen en la seva admissió que creu que havia matat a la seva parella Catrine, que era malalta terminal, de manera indolora, per intoxicació per gas, en veure-la dormir per primera vegada en la seva vida completament feliç i sense por. I es va intentar suïcidar després de veure que no podia viure amb ella, o sense ella.
Els investigadors esperen una hora abans d'arribar a la conclusió que mai no el recuperaran i la seva sort es deixa ambigua.

## Repartiment
- Claude Rich - Claude Ridder
- Olga Georges-Picot - Catrine
- Anouk Ferjac - Wiana Lust
- Alain MacMoy - Le technicien qui vient chercher Ridder
- Vania Vilers - Le technicien-chauffeur
- Ray Verhaeghe - Le technicien aux souris
- Van Doude - Jan Rouffer, le chef du centre de recherches de Crespel
- Yves Kerboul - Le technicien au tableau noir
- Dominique Rozan - Le médecin de Crespel / Doctor Haesserts
- Annie Bertin - La jeune femme à la trompette
- Jean Michaud - Le directeur de la maison de diffusion
- Claire Duhamel - Jane Swolfs
- Bernard Fresson -s Bernard Hannecart
- Sylvain Dhomme - L'homme qui invite Ridder à dîner
- Irène Tunc - Marcelle Hannecart

## Recepció

### Taquilla
Segons els registres de Fox, la pel·lícula necessitava 875.000 dòlars en taquilla per cobrir pèrdues, l'11 de desembre de 1970, havia obtingut 450.000 dòlars, per la qual cosa l'estudi va suposar una pèrdua per l'estudi.

### Crítiques
Actualment, Je t'aime, je t'aime és revisat positivament per la crítica; l'agregador de revisions Rotten Tomatoes informa del 83% d'aprovats (basat en sis ressenyes de crítics), amb una qualificació mitjana de 7,5/10. Les revisions d'IMDB van donar a la pel·lícula la qualificació mitjana de 7,2/10. La pel·lícula va formar part de les dues millors llistes de crítiques a les enquestes de Sight & Sound de 2012 de les pel·lícules més grans mai realitzades.
Penelope Houston, escrivint a Sight & Sound al número d'hivern de 1969-1070, va elogiar Resnais per l'edició de la pel·lícula, dient que "mai s'ha tingut més consciència que Resnais explorant el temps a través del calendari: edició inigualable, un instint indefectible per a la durada d'un tret."
Manohla Dargis de The New York Times va destacar el tema de la memòria de la pel·lícula: "Els viatges de Claude al passat no s'assemblen a res més que a la memòria: fragmentada, inconstant, emprenyadora, alegre i esfereïdora. Som, la pel·lícula ens recorda, el que recordem, amb una consciència construïda a partir de reminiscències que parpellegen, s'esvaeixen i es repeteixen, parpellegen, s'esvaeixen i es repeteixen."
Després de la publicació de la pel·lícula en blue-ray de Kino Lorber el 2015, el crític de cinema esetatunidenc Jonathan Rosenbaum va escriure, "però per a pitjor i per a mal, Je t'aime je t'aime funciona com a narrativa en primera persona, fins i tot més que l'anterior de Resnais. Hiroshima mon amour i la seva obra mestra posterior Providence, tot i que potser tindrem problemes per acceptar la seva malenconia i al protagonista marginal, una mena de fixació burocràtica la identitat professional de la qual resideix a la vora del món editorial, com a heroi de ple dret."
David Gregory Lawson de Film Comment va escriure, "El film maudit psicològicament confús d'Alain Resnais és un romanç de ciència-ficció que recull l'evolució d'una relació a llarg termini, des d'una trobada atípica ombrívola fins al ressentiment amarg que només la comprensió profunda d'un altre ésser humà pot reproduir", i va assenyalar l'ús del viatge en temps com a dispositiu cinematogràfic que explora "explorar els obstacles que la vida representa per rebre o mostrar afecte i per provar els plaers de la solitud."
Leo Gray de The Baltimore Sun "el títol d'aquesta pel·lícula de 1968, "Je t'aime, je t'aime", cosa que suggereix que el que estàs a punt de veure molt bé podria ser un romanç francès sàpid. No hi ha res més lluny de la veritat. En canvi, la pel·lícula d'Alain Resnais és un drama psicològic futurista i una immersió profunda en els matisos inquietants d'una relació malmesa i la ment suïcida."

### Guardons
El protagonista Claude Rich va rebre el Premi Sant Sebastià d'interpretació masculina al Festival Internacional de Cinema de Sant Sebastià 1968.